# غوفر نوكس جونز
غوفر نوكس جونز (الاسم العلمي: Geomys knoxjonesi) (بالإنجليزية: Knox Jones’s Pocket Gopher.)‏ هو نوع من القوارض يتبع جنس الغوفر من الفصيلة الغوفرية.